# Second Sight
Second Sight ist ein Computerspiel aus dem Jahr 2004. Der Third-Person-Stealth-Shooter wurde von Free Radical Design entwickelt und von Codemasters für Windows, Xbox, PlayStation 2 und GameCube veröffentlicht.

## Handlung
Der Spieler erwacht malträtiert und ohne Erinnerung in einer Forschungsanstalt und versucht im Alleingang in Erfahrung zu bringen, was mit ihm geschehen ist, da ihm das Personal keine Auskünfte gibt. Nach einem Flashback steuert man die Spielfigur in der Vergangenheit und kommt so nach und nach der Wahrheit und den Ereignissen auf die Spur, welche für seine vermeintlich für gegenwärtig gehaltene Misere verantwortlich sind. Erst im späteren Verlauf des Spiels wird deutlich, dass es sich bei den vermeintlichen Flashbacks um die eigentliche Gegenwart handelt, wodurch es dem Protagonisten durch telepathische Fähigkeiten möglich ist, die Ereignisse in der von ihm bisher als Gegenwart wahrgenommenen Zeit zu verändern, da diese noch nicht geschehen sind. Während des Spielverlaufs erlebt der Protagonist daher auch viele alternierende präkognitive Visionen einer möglichen Zukunft, die der Protagonist in der Regel zu verhindern versucht.

## Spielprinzip
Second Sight ist zum großen Teil ein Stealth-Shooter in der Art von Tom Clancy’s Splinter Cell, allerdings kann der Spieler hier zusätzlich diverse Psi-Kräfte einsetzen, um die Levels zu meistern. Die Geschichte wird abwechselnd, mal in der Vergangenheit oder in der Gegenwart erzählt, wobei man in den Missionen, die in der Vergangenheit spielen, nur ordinäre Handfeuerwaffen einsetzen kann, da der Spieler zu diesem Zeitpunkt noch keine Psi-Kräfte besitzt.

## Entwicklung
Am 15. August 2018 wurden die Rechte des Spieles Second Sight von THQ Nordic aufgekauft.

## Rezeption
Das Spiel wurde überwiegend positiv aufgenommen. Hervorgehoben wurde unter anderem die gute englische Sprachausgabe, der Grafikstil, sowie die abwechslungsreichen Psi-Kräfte, die es dem Spieler beispielsweise ermöglichen, gegnerische Figuren einzunehmen und zu steuern.